# Facultad de Ciencias Económicas y Empresariales de Valladolid
La Facultad de Ciencias Económicas y Empresariales de la Universidad de Valladolid es un centro docente en el que se imparten titulaciones de Grado, máster y doctorados. Se encuentra situado en el Campus Esgueva.

## Titulaciones
- Grado en Economía (ECO)
- Grado en Administración y Dirección de Empresas (ADE)
- Grado en Marketing e Investigación de Mercados (MIM)
- Grado en Finanzas, Banca y Seguros (FBS)
- Máster en Contabilidad y Gestión Financiera
- Máster en Profesor de Educación Secundaria Obligatoria
- Máster en Administración de Empresas (MBA)
- Máster en Investigación en Economía de la Empresa.
- Máster en Cooperación Internacional para el Desarrollo
- Doctorado en Economía de la Empresa
- Doctorado en Economía